# Bolotești
Bolotești è un comune della Romania di 4 834 abitanti, ubicato nel distretto di Vrancea, nella regione storica della Moldavia. 
Il comune è formato dall'unione di 6 villaggi: Bolotești, Găgești, Ivăncești, Pietroasa, Putna, Vităneștii de sub Măgură.